# Blue Moon Swamp
| 전문가 평가   | 전문가 평가 |
| 평가 점수     | 평가 점수   |
| 출처          | 점수        |
| ------------- | ----------- |
| AllMusic      | [ 1 ]       |
| Rolling Stone | [ 2 ]       |

《Blue Moon Swap》은 1997년 5월 20일에 발매된 미국의 싱어송라이터 존 포거티의 다섯 번째 솔로 스튜디오 음반이다. 게스트 뮤지션인 론섬 리버 밴드는 〈Southern Streamline〉과 〈Rambuncious Boy〉의 백 보컬에 참여하도록 초대받았다. 다른 보컬 지원은 더 워터스가 〈Blueboy〉에서, 더 페어필드 포가 〈A Hundred and Ten in the Shade〉에서 제공했다. 루이스 콘테는 객원 타악기 연주자로서 엄선된 곡들에 반주를 했다. 1998년, 《Blue Moon Swamp》는 제40회 그래미 어워드에서 최우수 록 음반상을 수상했다. 트랙 〈Blueboy〉는 최우수 남성 록 보컬 퍼포먼스 후보에 올랐다.

## 커버 아트
커버 아트에 사용된 젖은 펜더 기타가 진짜인지 묻자 포거티는 "오, 네, 진짜 사진입니다. 이번 기회에 펜더 스트라토캐스터를 새로 샀어요. 촬영이 끝나고 기타의 모든 부분을 말렸어요. 이제 보여드려야 할 것 같아요."

## 곡 목록
모든 곡들은 존 포거티에 의해 작사/작곡하였다.
| #   | 제목                               | 재생 시간 |
| --- | ---------------------------------- | --------- |
| 1.  | 〈Southern Streamline〉            | 3:56      |
| 2.  | 〈Hot Rod Heart〉                  | 5:23      |
| 3.  | 〈Blueboy〉                        | 4:04      |
| 4.  | 〈A Hundred and Ten in the Shade〉 | 4:19      |
| 5.  | 〈Rattlesnake Highway〉            | 4:17      |
| 6.  | 〈Bring It Down to Jelly Roll〉    | 2:37      |
| 7.  | 〈Walking in a Hurricane〉         | 3:41      |
| 8.  | 〈Swamp River Days〉               | 3:36      |
| 9.  | 〈Rambunctious Boy〉               | 3:51      |
| 10. | 〈Joy of My Life〉                 | 3:52      |
| 11. | 〈Blue Moon Nights〉               | 2:33      |
| 12. | 〈Bad Bad Boy〉                    | 4:26      |

## 인증
| 국가                       | 인증     | 판매량/출하량 |
| -------------------------- | -------- | ------------- |
| 오스트레일리아 (ARIA)      | 플래티넘 | 70,000^       |
| 미국 (RIAA)                | 골드     | 500,000^      |
| ^출하량을 기반으로 한 인증 |          |               |